# ダコ
「ダコ」（英語：DACO、タイ語：ดาโกะ）は、タイのバンコクで発行されている日本語フリーペーパー生活情報誌。1998年5月創刊。創刊から2019年2月までは毎月5日、20日発行の月２回刊であったが、2020年3月発行の500号から月刊となり、2021年10月発行号で一時休刊し、2022年2月に発行を再開したが、2022年12月発行号で情報誌発行を休刊、Webメディア専念を宣言した。

## 概要
ダコ は、主にバンコクのグルメ、エステ、ショッピング、映画＆エンタメ情報を中心に掲載する情報誌。2020年10月まではバンコク ワッタナー区にあるデータ&コミュニーク・エキスプレス社（Data & Communique Express社）が、2020年11月以降はDACO社が発行している。『ニュースクリップ』紙を姉妹紙としており、『DACOグループ出版物の無料郵送サービス』を通じて両紙を同時送付していた(2018年2月無料配送終了)。
バンコク都内およびシーラチャーの日系書店、ホテル、病院、日系飲食店などで頒布。DACO公式サイト(2013年5月までの旧名「ダコログ」)において、紙面版の情報の一部を提供するほか、紙面版と同一内容の電子版を発行日から期間限定で公開している。日本では東京の書店で店頭販売が行われている。バックナンバーおよび日本での購入には料金が必要。
バックナンバーの電子配信については、「ダコラボ」（有料）でのバックナンバー閲覧運用にはじまり、Fujisan.co.jpでの電子雑誌販売を経て、2021年現在はAmazon Kindleによる配信/販売のみを行っている。またタイ語による情報誌ダコタイ（ดาโกะ、DACO THAI）も発行しており、タイ語による日本文化の発信も行っていた(2020年11月以降は紙媒体の発行を終了し、Web媒体のみで発行)。

## 所在地
バンコク ワッタナー区 スクンビット通り ソーイ51 33 Manutham Mansion 3F Room 1-2 (2021年以降)

### 過去の所在地
バンコク ブンクム区 ヌアンチャン通り No. 456/8 4F (2020年10月のDACO社への譲渡以降)

バンコク ワッタナー区 エカマイ通り ソーイ10 レーン2 38(2017年10月16日から2020年10月まで)

บ้านเลขที่ 38 ถนนสุขุมวิทซอย 63 (เอกมัย 10 แยก 2) แขวงคลองตันเหนือ เขตวัฒนา กรุงเทพฯ 10110
バンコク パヤータイ区 ペチャブリー通り ソーイ15 37/1 (2017年10月まで)

37/1  ถ.เพชรบุรี ซอย 15 แขวงถนนพญาไท เขตราชเทวี กรุงเทพฯ 10400

## 関連出版物
- DACO編集部 編 『歩くバンコク 2004年～2005年版』ゼネラル・プレス 2004年
- DACO編集部 編 『歩くバンコク 2005年～2006年版』ゼネラル・プレス 2005年
- DACO編集部 編 『歩くバンコク 2006年～2007年版』メディアポルタ 2006年
- DACO編集部 編 『歩くバンコク 2007年～2008年版』メディアポルタ 2007年
- DACO編集部 編 『歩くバンコク 2008年～2009年版』メディアポルタ 2008年
- DACO編集部 編 『歩くバンコク 2009年～2010年版』メディアポルタ 2009年
- DACO編集部 編 『歩くバンコク 2010年～2011年版』キョーハンブックス 2010年
- DACO編集部 編 『歩くバンコク 2011年～2012年版』キョーハンブックス 2011年
- DACO編集部 編 『歩くバンコク 2012年～2013年版』キョーハンブックス 2012年
- DACO編集部 編 『歩くバンコク 2013年～2014年版』キョーハンブックス 2013年
- DACO編集部 編 『歩くバンコク 2014年～2015年版』キョーハンブックス 2014年
- DACO編集部 編 『歩くバンコク 2015年～2016年版』キョーハンブックス 2015年
- DACO編集部 編 『歩くバンコク 2016年～2017年版』キョーハンブックス 2016年
- DACO編集部 編 『歩くバンコク 2017年～2018年版』メディア・パル 2017年
- DACO編集部 編 『歩くバンコク 2018年～2019年版』メディア・パル 2018年

(出版社は日本発売版のもの)